# 아웃도어 비긴즈
"아웃도어 비긴즈"는 2018년에 개봉한 대한민국의 영화이다.

## 캐스팅
- 조덕제 : 춘배 역
- 영건 : 병구 역
- 연송하 : 유미 역
- 윤승훈 : 덕근 역
- 이새별 : 채령 역
- 양도현 : 존슨 역
- 서한결 : 지영 역
- 차승민 : 화나 역
- 이유미 : 마리 역
- 건 : 매니저 역
- 천영헌 : 약초꾼 역
- 김서원 : 의뢰인 역
- 지대한 : 황씨 역 (우정출연)

## 같이 보기
- 2018년 대한민국의 영화 목록